# Дракон прибуває!
«Дракон прибуває!» (перс. اژدها وارد می‌شود! — Ejhdeha Vared Mishavad!) — іранський драматичний фільм, знятий Мані Гагігі. Світова прем'єра стрічки відбулась у лютому 2016 року на Берлінському міжнародному кінофестивалі.

## У ролях
- Амір Хадіді
- Гомайоун Ганізадег
- Егсан Гоударзі
- Кіанна Тахаммол

## Визнання
| Нагороди та номінації фільму «Дракон прибуває!» | Нагороди та номінації фільму «Дракон прибуває!» | Нагороди та номінації фільму «Дракон прибуває!» | Нагороди та номінації фільму «Дракон прибуває!» | Нагороди та номінації фільму «Дракон прибуває!» | Нагороди та номінації фільму «Дракон прибуває!» |
| Рік                                             | Кінопремія / Кінофестиваль                      | Категорія / Нагорода                            | Номінант                                        | Результат                                       |                                                 |
| ----------------------------------------------- | ----------------------------------------------- | ----------------------------------------------- | ----------------------------------------------- | ----------------------------------------------- | ----------------------------------------------- |
| 2016                                            | Берлінський міжнародний кінофестиваль           | «Золотий ведмідь» за найкращий фільм            | «Дракон прибуває!»                              | Номінація                                       |                                                 |